# Aleyrodes asari
Aleyrodes asari là một loài côn trùng cánh nửa trong họ wittevliegen (Aleyrodidae), phân họ Aleyrodinae.
Aleyrodes asari được Schrank miêu tả khoa học đầu tiên năm 1801.